# Рёбра (музыка)

Ноты, связанные рёбрами (вязками)

Рёбра или вя́зки — жирные чёрточки, связывающие нотные штили при группировке нот внутри тактов.
Когда две или более ноты, в обычном виде имеющие флажки (восьмые ноты и короче), встречаются последовательно, флажки могут быть заменены рёбрами (вязками), как показано справа. Восьмые ноты связываются одним ребром, шестнадцатые — двумя, и так далее. Ноты обычно связываются рёбрами, только если они появляются в одной и той же доле в такте.
 Сгруппированные ноты. Вязка (или ребро) соединяет восьмые и более короткие соседние ноты. Число вязок равно числу флажков у негруппированных нот.

## Различные виды вязок (или рёбер) в музыке
Группа из восьмых нот.
 Группа из шестнадцатых нот.
 Пассаж тридцать вторыми нотами.
 Группа из трёх шестьдесят четвёртых нот.
 Смешанная группировка: восьмая, восьмая с точкой и шестнадцатая.
 Замедление.
 Ускорение.

## Примеры из музыки
Смешанная группировка: И. С. Бах, тема Фуги № 1 из первого тома «Хорошо темперированного клавира»